# Mariano Pierbenedetti
Mariano Pierbenedetti (Camerino, 1538 – Roma, 21 gennaio 1611) è stato un cardinale e vescovo cattolico italiano.

## Biografia
Non è certo il luogo di nascita: Lorenzo Cardella lo dice nato a Camerino; Gaetano Moroni a Sarnano, nella diocesi di Camerino.
Era il figlio di Carlo Pierbenedetti e Caterina Dommelusi. Suo zio Battista Mariano era un parente di Papa Paolo III.
Si convertì, dopo una giovinezza scapestrata, ascoltando una predica di Gabriele Fiamma, canonico lateranense, e decise di abbracciare la carriera ecclesiastica. Nominato nel 1577 vescovo di Martirano, una piccola località della Valle del Savuto, si recò in Calabria dedicandosi soprattutto all'autonomia del clero dal potere temporale e alla costruzione di nuovi edifici religiosi.
Nel 1585 Sisto V lo richiamò a Roma e lo nominò governatore della città. Il 14 dicembre 1589 lo creò cardinale presbitero dei Santi Marcellino e Pietro. Ricevette numerosi incarichi di tipo politico e amministrativo anche con i successori di Sisto V. Dal 1608 resse la sede suburbicaria di Frascati e qui si prodigò per restaurare e abbellire la cattedrale.
Fu proprietario della villa suburbana sulla Via Nomentana poi del Cardinale Alberoni, oggi nota come Villa Paganini.
Morì nel 1611; la sua tomba, in marmi policromi, è nella basilica di Santa Maria Maggiore.

## Genealogia episcopale e successione apostolica
La genealogia episcopale è:
- Vescovo Antonio Lauro
- Papa Sisto V
- Cardinale Mariano Pierbenedetti

La successione apostolica è:
- Vescovo Roberto Pierbenedetti (1591)
- Vescovo Giovanni Battista Comparini (1591)
- Vescovo Bartolomeo Ferrero (1595)
- Cardinale Domenico Toschi (1595)
- Arcivescovo Paul Hurault de L'Hôpital (1599)
- Vescovo Fabio Aresti (1601)
- Cardinale Innocenzo Del Bufalo-Cancellieri (1601)
- Vescovo Marcantonio Genovesi (1603)
- Vescovo Virgilio Fiorenti (1605)
- Vescovo Ippolito Riva, C.R. (1605)
- Vescovo Eugenio Cattaneo, B. (1606)
- Arcivescovo Giovanni Severini (1606)
- Cardinale Decio Carafa (1606)
- Vescovo Cesare Lippi, O.F.M.Conv. (1606)
- Vescovo Pomponio de Magistris (1608)